# برونا عبد الله
برونا عبد الله (مواليد 29 أكتوبر 1986) ممثلة برازيلية، تعمل في بوليوود. بدأت التمثيل في الأفلام الهندية في سنة 2007، مثلت في أفلام غراند ماستي في سنة 2013 بدور ماري، ومثلت دور جيزيل في فيلم أنا أكره قصص لوف في سنة 2010، وفي الفيلم التاميلي بيلا 2 في سنة 2012.

## حياتها
ولدت برونا في مدينة بورتو أليغري في البرازيل، لأب ألماني إيطالي الأصل وأم سورية الأصل، جائت إلى الهند في البداية كسائحة، تلقت هناك عروض للتمثيل، فقررت بدأ التمثيل في الهند وقررت الإقامة في مومباي، بدأت في البداية بالظهور في الإعلانات التلفازية والأغاني المصورة، في سنة 2011 ظهرت فيلم ديسي بويز كراقصة. تنافست في برنامج تلفزيون الواقع ملكة الرقص وثم اشتركت في برنامج فير فاكتور. مثلت دور البطولة في فيلم أندانتشو في سنة 2018.

## الحياة الشخصية
في يوليو 2018 خطبت لعشيقها الإسكتلندي ألان فريز، وتزوجا في مايو 2019. في أغسطس 2019 أنجبت أول بنت لها سمتها إيزابيلا.

## روابط خارجية
- برونا عبد الله على موقع IMDb (الإنجليزية)
- برونا عبد الله على موقع قاعدة بيانات الفيلم (الإنجليزية)